# POP LIFE (RHYMESTERのアルバム)
『POP LIFE』（ポップ・ライフ）は、2011年3月2日に発売したRHYMESTERのアルバム。
オリジナル・アルバムとしては、『マニフェスト』以来約1年1ヶ月振りとなる作品で、キャリア最速の間隔でリリースされた。初回特典として、「Hands」のプロモーション・ビデオを収録したDVD（副音声入り）付きで、三方背ボックス仕様。
今作は「生活レベルの喜怒哀楽」をテーマに制作された。

## 収録曲
1. After The Last -Intro
Produce : DJ Watarai
2. そしてまた歌い出す
Produce : DJ Watarai
3. Just Do It!
Produce : DJ Hasebe
4. ランナーズ・ハイ
Produce : AKIRA for googolplex muzic
5. ほとんどビョーキ
Produce : DJ JIN
6. Hands
Produce : AKIRA for googolplex muzic
PVあり。
7. ザ・ネイバーズ
Produce : AKIRA for googolplex muzic
8. POP LIFE
Produce : DJ Watarai
9. Born To Lose
Produce : SKY BEATZ
10. Walk This Way
Produce : BACHLOGIC
11. 余計なお世話だバカヤロウ
Produce : DJ Watarai